# Django, prépare ton cercueil !
Pour les articles homonymes, voir Django.
Pour plus de détails, voir Fiche technique et Distribution.
Trinita, prépare ton cercueil ! (titre original : Preparati la bara!), Django, prépare ton cercueil ! à la télévision, est un western italien réalisé par Ferdinando Baldi avec Terence Hill, sorti en 1968.

## Synopsis
Convoyeur de fonds au service des banques, Django est l'ami du sénateur David Barry. Ambitieux, ce dernier rançonne les convois à l'aide d'une bande de tueurs. Pour chaque attaque, un innocent est condamné à la pendaison. Après le meurtre de son épouse, Django, laissé pour mort, est engagé comme bourreau. Voulant se venger de Barry, il profite de sa nouvelle situation pour libérer les prisonniers en truquant leurs pendaisons et ainsi se rallier à eux...

## Fiche technique
- Titre original : Preparati la bara!
- Réalisation : Ferdinando Baldi
- Scénario : Ferdinando Baldi et Franco Rossetti
- Directeur de la photographie : Enzo Barboni
- Montage : Eugenio Alabiso
- Musique originale : Gian Franco Reverberi
- Genre : Western spaghetti
- Pays :  Italie
- Durée : 
  - 92 minutes
  - 88 minutes (DVD)
- Date de sortie :
  - Italie : 27 janvier 1968
  - Allemagne de l'Ouest : 5 juillet 1968
  - France : 11 décembre 1968, ressortie le 16 juillet 1975[1]
  - Italie : 30 août 2007 (Festival du film de Venise)

## Distribution

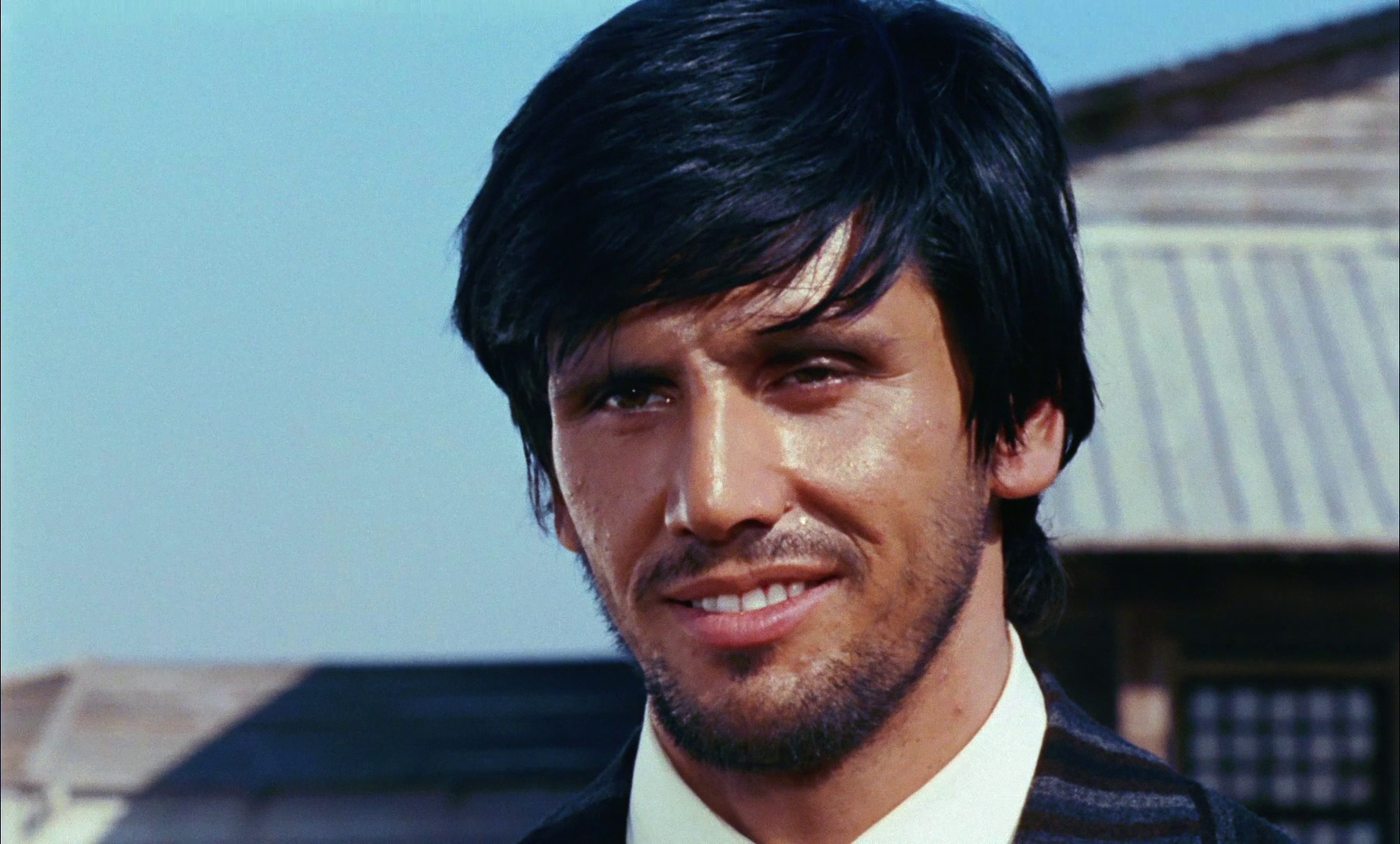
George Eastman dans le rôle de Lucas

- Terence Hill (VF : Michel Barbey) : Django
- Horst Frank (VF : René Bériard) : Sénateur David Barry
- George Eastman (VF : Sady Rebbot) : Lucas
- José Torres : Garcia
- Pinuccio Ardia (VF : Louis Arbessier) : Orazio
- Lee Burton (VF : Jacques Berthier) : Jonathan Abbott
- Barbara Simon : Mercedes
- Gianni Brezza (VF : Maurice Sarfati) : Alvarez
- Giovanni di Benedetto (VF : Pierre Collet) : Walcott
- Luciano Rossi (VF : Edmond Bernard) : un homme sauvé de la potence
- Ivan Scratuglia : Pat O'connor
- Andrea Scotti : Lucas Henchman
- Franco Balducci : le Shérif

## Autour du film
- Horst Frank, George Eastman et Lee Burton ont eux-mêmes tenu le rôle de Django dans des films antérieurs.
- Enzo Barboni qui dirige la photographie sur le film, dirigera plus tard le duo Terence Hill-Bud Spencer à plusieurs reprises, notamment dans On l'appelle Trinita et On continue à l'appeler Trinita.
- Voulant exploiter le succès des Trinita, les distributeurs français ont ressorti le film sous le titre Trinita, prépare ton cercueil !.
- Il semblerait que ce Django soit en fait une préquelle au Django original interprété par Franco Nero : le Django original est veuf car sa femme a été tuée et le film commence alors qu'il arrive avec un cercueil contenant une mitrailleuse. Ce film, avec Terence Hill dans le rôle, voit la femme de Django être assassinée et le film se termine alors qu'il a déterré un cercueil contenant une mitrailleuse, menant ainsi aux évènements du film original.
- Quentin Tarantino l'a classé 19e dans sa liste des 20 meilleurs westerns spaghetti[2].
- Le générique animé du film, montrant des tueries de cowboys, est semblable à celui de Pour une poignée de dollars.
- Le thème du morceau Il carico d'oro et Nel Cimitero di Tucson extrait de la bande originale du western Preparati la bara! de Gianfranco Reverberi et Gian Piero Reverberi, a été repris par le groupe Gnarls Barkley pour le morceau Crazy. Pour cette raison, les compositeurs Reverberi sont crédités comme auteurs-compositeurs avec CeeLo Green et Danger Mouse[3].